# اليوم الدولي للبحارة
اليوم الدولي للبحارة (بالإنجليزية: Day of the Seafarer) هو حدث للأمم المتحدة، يُقام في 25 يونيو من كل عام، أقرته المنظمة البحرية الدولية سنة 2011، بهدف رفع مستوى الوعي حول مساهمة البحارة في التطور والتنمية العالمية، وكذلك التأكيد أهمية البحارة في التجارة البحرية الدولية.